# モンテサーノ・サレンティーノ
モンテサーノ・サレンティーノ（イタリア語: Montesano Salentino）は、イタリア共和国プッリャ州レッチェ県にある、人口約2,700人の基礎自治体（コムーネ）。

## 地理

### 位置・広がり

#### 隣接コムーネ
隣接するコムーネは以下の通り。
- アンドラーノ
- ミッジャーノ
- ノチーリア
- ルッファーノ
- スペルサーノ
- スラーノ
- トリカーゼ